# Styela plicata
Styela plicata är en sjöpungsart som först beskrevs av Charles Alexandre Lesueur 1823.  Styela plicata ingår i släktet Styela och familjen Styelidae. Inga underarter finns listade i Catalogue of Life.